# Lakatamia
Lakatamia (gr. Λακατάμεια) – miasto w Republice Cypryjskiej, w dystrykcie Nikozja. W 2011 roku liczyło 38 345 mieszkańców. Posiada powierzchnię 28,73 km².